# 山田天満宮
山田天満宮（やまだてんまんぐう）は、愛知県名古屋市北区にある神社（天満宮）。

## 由緒
寛文12年（1672年）、尾張徳川家二代目藩主徳川光友が尾張藩の学問祈願所ならびに名古屋城の鬼門守護神として太宰府天満宮から菅原道真の神霊を勧請し、春日井郡山田郷（現在の北区山田町）に社殿を創建した。

## 祭事
- 1月1日：歳旦祭
- 1月16日：左義長祭（どんど焼）
- 1月25日：初天神・うそ替え神事
- 6月30日：夏越大祓・赤丸神事（虫封じ）
- 10月24日：宵宮祭
- 10月25日：例大祭
- 12月第2日曜：人形供養神事
- 12月25日：しまい天神
- 12月30日：大祓

## 金神社

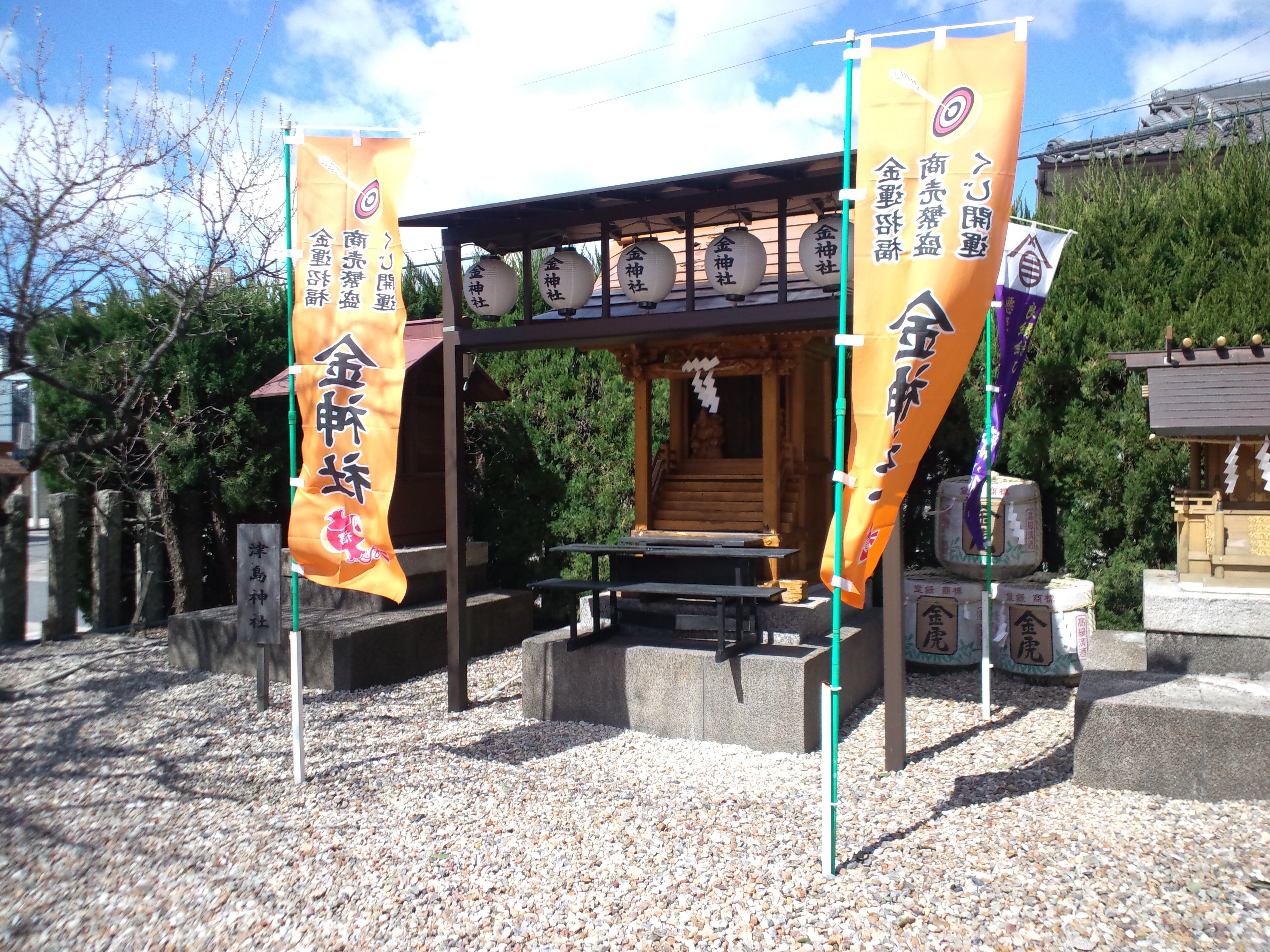
金神社

金神社（こがねじんじゃ）は延享3年（1746年）に創建された神社。山田町4丁目に鎮座していたが、昭和58年（1983年）に山田天満宮に合祀された。金運招福・商売繁盛の御利益があるとされ、銭洗いで知られる。

### 祭神
- 恵比須神
- 大国主命（大黒天）
- 金山彦神
- 岐神

### 祭事
- 1月3・8日：初金祭
- 8月8日：金護摩祭（護摩焚き神事）